# أليس روبرتس
أليس روبرتس هي ممثلة بلجيكية، ولدت في 29 يوليو 1906 في بلجيكا، وتوفيت بنفس المكان في 29 أكتوبر 1985 بسبب نوبة قلبية.

## وصلات خارجية
- أليس روبرتس على موقع IMDb (الإنجليزية)
- أليس روبرتس على موقع أول موفي (الإنجليزية)
- أليس روبرتس على موقع قاعدة بيانات الفيلم (الإنجليزية)